# Sant Julià de Saltor
Sant Julià de Saltor és una església del municipi d'Ogassa (Ripollès) inclosa en l'Inventari del Patrimoni Arquitectònic de Catalunya.

## Descripció
És un edifici d'origen romànic amb una sola nau, amb volta de canó i la porta d'accés orientada al sud. El temple és de petites dimensions. Adossada a la façana de Ponent es va construir posteriorment la rectoria, igual que el campanar, i l'absis va ésser suprimit, edificant un nou cos d'edifici més alt que la nau a la part de llevant. Malgrat això encara és visible l'arc de triomf que separava la nau de l'absis.

## Història
L'església és del segle xi. Pot ésser coetània del castell de Pena, però ja al segle ix el lloc era propietat del monestir de Ripoll, però hi ha un element que ens porta a època romana. Al petit cementiri annex, avui desaparegut, es conserva una pedra que deuria sostenir un pedró, doncs bé, aquesta pedra és la part inferior d'un molí romà, dels que es feien girar a mà i que es pot datar del segle iii. Possiblement amb l'empenta del segle xviii l'església sofreix les transformacions esmentades a la descripció tipològica i, malgrat estar abandonada i oberta, el seu estat de conservació i de supervivència es deu al fet que el 1959 el Club Excursionista de Ripoll convertí la rectoria en refugi de muntanya, si bé ara aquest refugi és inservible.